# Kommunalwahlen in Estland 2021

Städte und Landgemeinden Estlands (2017)

Die Kommunalwahlen in Estland 2021 fanden am Sonntag, den 17. Oktober, statt. Es waren die neunten Kommunalwahlen seit Wiedererlangung der staatlichen Unabhängigkeit 1991. Bereits ab dem 11. Oktober konnten die Wahlberechtigten ihre Stimme abgeben.

## Wahlen
Gewählt wurden die Selbstverwaltungsorgane der kommunalen Gebietskörperschaften, das heißt die Mitglieder der Stadt- und Gemeinderäte. Insgesamt waren 1.717 Mandate zu vergeben. Sie wurden für die Dauer von vier Jahren gewählt.
Wahlberechtigt waren alle Einwohner des Landes ungeachtet ihrer Staatsangehörigkeit, die am Wahltag mindestens sechzehn Jahre alt waren sowie einen dauerhaften legalen Wohnsitz in Estland innehatten.
Insgesamt waren 1.075.199 Personen wahlberechtigt. Davon waren 909.367 estnische Staatsangehörige, 25.665 Angehörige von anderen Mitgliedstaaten der Europäischen Union sowie 76.770 Staatsangehörige anderer Staaten oder Staatenlose, darunter 70.514 russische Staatsangehörige.
Das passive Wahlalter lag bei achtzehn Jahren. Alle Kandidaten müssen die Staatsangehörigkeit Estlands oder eines anderen Mitgliedstaats der Europäischen Union besitzen. Zugelassen waren sowohl Parteien als auch Wählervereinigungen und Einzelkandidaten. 10.025 Menschen stellten sich zur Wahl. Davon waren 61,6 Prozent männlich und 38,4 Prozent weiblich.
Die elektronischen und digitalen Möglichkeiten des Wahlverfahrens wurden Anfang 2021 nochmals ausgeweitet. Dadurch sollte für alle Wahlberechtigten ein papierloseres, flexibleres und weitgehend ortsungebundenes Wählen ermöglicht werden. Bereits seit 2005 ist in Estland die Internetwahl zugelassen. Die Akzeptanz von Internetwahlen ist in der estnischen Bevölkerung hoch.

## Wahlergebnis
Insgesamt wurden 587.359 Stimmen abgegeben. Dies entspricht einer Wahlbeteiligung von 54,7 Prozent.
|                                                                | Estnische Zentrumspartei (Eesti Keskerakond)              | 142 609   | 24,4 | 247  |
|                                                                | Estnische Reformpartei (Eesti Reformierakond)             | 101 387   | 17,3 | 244  |
|                                                                | Estnische Konservative Volkspartei (EKRE)                 | 77 339    | 13,2 | 245  |
|                                                                | Vaterland (Isamaa)                                        | 48 874    | 8,4  | 137  |
|                                                                | Eesti 200                                                 | 35 351    | 6,0  | 40   |
|                                                                | Sozialdemokratische Partei (Sotsiaaldemokraatlik Erakond) | 29 105    | 5,0  | 48   |
|                                                                | Estlands Grüne (Erakond Eestimaa Rohelised)               | 6314      | 1,1  | 2    |
|                                                                | Estnische Partei der Zukunft (Eesti Tulevikuerakond)      | 282       | 0,0  | 0    |
|                                                                | Parteien und Wählervereinigungen                          | 141 867   | 24,3 | 753  |
|                                                                | Einzelkandidaten                                          | 1772      | 0,3  | 1    |
| Gesamt                                                         | Gesamt                                                    | 584 900   | 100  | 1717 |
| ungültig                                                       | ungültig                                                  | 2459      | 0,4  |      |
| Registrierte Wähler / Anteil                                   | Registrierte Wähler / Anteil                              | 1 074 046 | 54,7 |      |
| Quellen: Aufgeschlüsselte Ergebnisse, Endgültiges Wahlergebnis |                                                           |           |      |      |